# کاته کولر
کاته کولر (آلمانی: Käthe Köhler؛ زادهٔ ۱۰ نوامبر ۱۹۱۳) شیرجه‌رو اهل آلمان بود.